# Damanjodi
Damanjodi is een census town in het district Koraput van de Indiase staat Odisha. 

## Demografie
Volgens de Indiase volkstelling van 2001 wonen er 8475 mensen in Damanjodi, waarvan 54% mannelijk en 46% vrouwelijk is. De plaats heeft een alfabetiseringsgraad van 83%. 